# HMS Ilex
HMS Ilex var en av nio jagare av I-klass som byggdes för Royal Navy under 1930-talet.

## Beskrivning
Fartygen i I-klassen var förbättrade versioner av den tidigare H-klassen. Deras deplacament var 1 390 ton vid standardlast och 1 918 ton vid fullast. Fartygen hade en total längd på 98,5 meter, en bredd på 10,1 meter och ett djupgående på 3,8 meter. De drevs av två Parsons-ångturbiner, som var och en drev en propelleraxel, med ånga från tre Admirality-pannor. Turbinerna utvecklade totalt 34 000 hästkrafter (25 000 kW) och var avsedda att ge en maximal hastighet på 35,5 knop (65,7 km/h). Ilex nådde bara en hastighet på 33,6 knop (62,2 km/h) med 34 487 shp (25 717 kW) under provseglingarna. Fartygen hade tillräckligt med bränsle ombord för att ge dem en räckvidd på 5 500 nautiska mil (10 200 km) vid 15 knop (28 km/h). Besättningen bestod av 145 officerare och sjömän.
Fartygen hade fyra 12 cm Mark IX-kanoner i enkelmontage, betecknade "A", "B", "X" och "Y" från för till akter. För luftvärn hade de två fyrdubbla fästen för 12,7 mm Vickers Mark III-kulsprutor. I-klassen var utrustad med två femdubbelt monterade torpedtuber ovan vattenytan för 53,3 cm torpeder. En sjunkbombsräls och två sjunkbombskastare var monterade; 16 sjunkbomber fanns ursprungligen, men detta ökades till 35 strax efter krigets början. I-klassens jagare var utrustade med ASDIC-sonarsystemet för att lokalisera ubåtar under vattnet.

## Konstruktion och tjänstgöring

### 1939
Vid krigsutbrottet placerades Ilex i Medelhavet med den tredje jagarflottiljen. Hon överfördes omedelbart till de västra inloppen för konvojeskorttjänst med sin flottilj. Den 13 oktober under befäl av örlogskapten Philip Lionel Saumarez anföll och sänkte hon U-42 sydväst om Irland tillsammans med jagaren Imogen.

### 1940

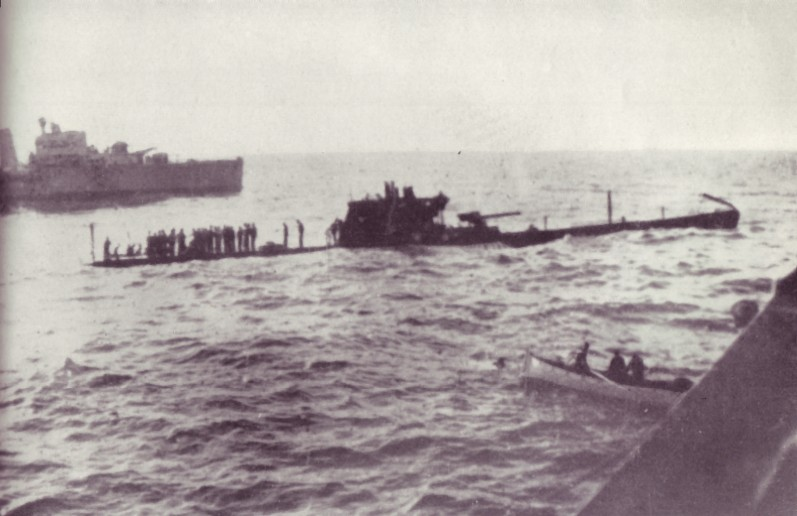
Den italienska ubåten Uebi Scebeli sjunker efter att ha blivit attackerad HMS Ilex och Dainty

Under första halvåret 1940 eskorterade Ilex fartyg i och runt Nordsjön. I maj överfördes hon till den andra jagarflottiljen för tjänstgöring i Medelhavet. Den 27 juni 1940 attackerade hon tillsammans med Dainty, Defender, Decoy och den australiska jagaren Voyager den italienska ubåten Console Generale Liuzzi utanför Kreta. Ubåten tvingades upp till ytan och sänktes av sin besättning. Två dagar senare, den 29 juni, anföll och sänkte samma fartyg troligen den italienska ubåten Argonauta omkring kl. 06.15, även om det finns en möjlighet att denna ubåt sänktes av en RAF Sunderland senare samma dag. Även den 29 juni deltog Dainty och Ilex i sänkningen av den italienska ubåten Uebi Scebeli sydväst om Kreta. Ilex deltog i slaget om Kalabrien och den 19 juni eskorterade hon HMAS Sydney under sänkningen av den italienska kryssaren Bartolomeo Colleoni utanför Cape Spada och räddade 230 överlevande.
Hon fortsatte att tjänstgöra i Medelhavsflottan under 1940 och den 11 november användes hon som en eskortjagare för Illustrious under attacken mot den italienska flottan vid Taranto.

### 1941
Den 20 mars utgjorde hon en del av jagarskärmen för flottan i slaget vid Kap Matapan. Den 14 juni drabbades hon av stora strukturella skador från nära träffar av störtbombplan under en operation för att bevaka Vichyfranska örlogsfartyg. Hon bogserades till Haifa och genomgick en rad tillfälliga reparationer där, och i Suez, Aden, Mombasa och Durban, för att sedan nå USA för en ombyggnad och fullständig reparation.

### 1942

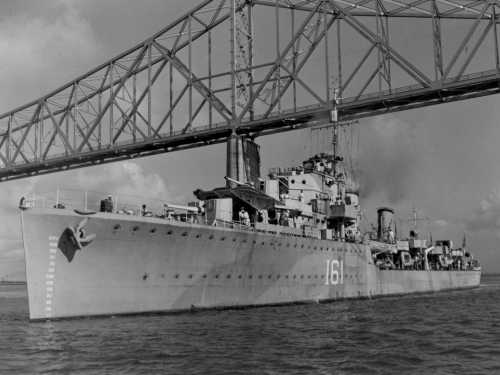
Ilex i Charleston dem 7 september 1942

Det var inte förrän i september 1942 som Ilex åter togs i tjänst. Resten av året tillbringade hon i Freetown, Sierra Leone, där hon utförde konvojtjänst.

### 1943
I februari 1943 återvände Ilex till Medelhavet och i juli och augusti deltog hon i landstigningarna på Sicilien och i Salerno. Den 13 juli sänkte hon, med hjälp av Echo, den italienska ubåten Nereide sydost om Messinasundet. I december drogs hon tillbaka från operativ tjänst på grund av tekniska problem och dålig tillgänglighet.

### 1944
Ilex låg upplagd i Bizerte i Tunisien, flyttades sedan till Ferryville i juni och låg därefter upplagd där.

### 1945
I mars 1945 bogserades jagaren till Malta för reparation, och i april placerades hon i "reservkategori C", och undersökningen förklarade att hon "inte behövdes för ytterligare operativ tjänst". I augusti fördes hon upp på avvecklingslistan.

## Avveckling
Ilex såldes för skrotning på Malta den 22 januari 1946 och bröts upp på Sicilien 1948.